# 1982 en animation asiatique
Voir aussi: 1982 au cinéma - 1982 à la télévision
1981 en animation asiatique - 1982 en animation asiatique - 1983 en animation asiatique

## Principales diffusions

### Films
- 1er Janvier : Mobile Suit Gundam III
- 23 janvier : Goshu le violoncelliste
- 13 mars : Doraemon: Nobita no daimakyō
- 13 mars : Kaibutsu-kun: Demon no ken (ja)
- 13 mars : Ninja Hattori-kun: Nin'nin Ninpō Enikki no Maki (en)
- 13 mars : Princesse Millenium
- 13 mars : Les Aventures de Claire et Tipoune le film
- 20 mars : Un zoo sans éléphant
- 1er juillet : Le Magicien d'Oz
- 3 juillet : Cobra, le film
- 10 juillet : Dr. Slump: Hoyoyo! Space Adventure
- 28 juillet : Albator 84 : L'Atlantis de ma jeunesse
- 21 août : Kyojin no hoshi
- 30 octobre : Future War 198X

### OVA
- 7 août : Techno Police 21C

### Séries télévisées
- 10 janvier : Karine, l'Aventure du Nouveau Monde (50 épisodes)
- 6 février : Sentō Mecha Xabungle (en) (50 épisodes)
- 4 mars : Police Squad (6 épisodes)
- 5 avril : Game Center Arashi (en) (26 épisodes)
- 5 avril : Don Dracula (8 épisodes)
- 5 avril : La Maison Volante (en) (52 épisodes)
- 5 mai : Askadis - La légende de l'Empire Perdu (24 épisodes)
- 8 mai : La Petite Olympe et les Dieux (46 épisodes)
- 5 juin : Tonde Mon Pe (ja) (42 épisodes)
- 5 juillet : Mes tendres années (en) (95 épisodes)
- 3 octobre : The Super Dimension Fortress Macross (36 épisodes)
- 4 octobre :  Ninjaman Ippei (ja) (13 épisodes)
- 7 octobre : Cobra (31 épisodes)
- 13 octobre : Albator 84 (22 épisodes)
- 17 octobre : L'Académie des ninjas (ja) (69 épisodes)
- 2 novembre :  Fuku-chan (ja) (71 épisodes)